# 2030年美国人口普查
2030年美国人口普查，是美国将要举行的第二十五次全国人口普查，普查日期定于2030年4月1日。

## 背景
根据美国宪法的规定，自1790年以来，美国每十年进行一次人口普查。2020年的人口普查是最近一次的普查。根据《美国法典》第13条，所有年满18岁及以上的美国公民有法律义务回答人口普查的问题，并须如实作答。
如果在此之前72年规则未做出修改，此次普查的个人身份信息预计将在2102年公开。

## 过程

### 早期计划
早期计划始于2018年10月，随后进入目前正在进行的设计选项阶段。2022年8月至11月期间进行收集公众意见工作，以帮助人口普查局在2030年人口普查的操作设计中做出决策，包括应使用哪些语言来收集人口普查数据。